# Avenue Foch (stanice RER v Paříži)
Avenue Foch je nádraží příměstské železnice RER v Paříži, které se nachází v 16. obvodu na náměstí Place du Maréchal-de-Lattre-de-Tassigny. Slouží pro linku RER C. Podzemním tunelem je propojeno se stanicí Porte Dauphine, kde je možné přestoupit na linku 2 pařížského metra. V roce 2004 činil počet denních pasažárů 500–2500 a vlaků 150-250. Samotná trať a nástupiště se nacházejí v podzemí.

## Historie
Nádraží bylo otevřeno 1854 pod názvem Avenue du Bois podle tehdejšího názvu ulice a leželo na trati z nádraží Saint-Lazare do Auteuil. Trať se později stala součástí železnice Petite Ceinture. V roce 1900 bylo nádraží přestavěno do dnešní podoby ve stylu Ludvíka XV. Autorem návrhu byl architekt Jean-Juste Lisch (1828-1910). V roce 1985 byla trať kvůli rekonstrukci uzavřena a od 25. září 1988 nádraží slouží pro linku RER C.